# Bahn (cratère)
Pour les articles homonymes, voir Bahn.
Le cratère Bahn est un cratère d'impact de 11,93 km de diamètre situé sur Mars dans le quadrangle de Margaritifer Sinus. Il a été nommé en référence à la ville de Bahn au Liberia.